# Вольта-конголезские языки
Вольта-конголезские языки — гипотетическая ветвь нигеро-конголезской макросемьи.
Джон М. Стюарт (john M. Stewart) пришёл к выводу о генетическом родстве вольта-конголезских языков в 1970-е гг. и пролил свет на их структуру, однако его выводы остаются спорными. Уильямсон и Бленч (Williamson and Blench, 2000) отмечают, что во многих случаях трудно провести границу между ветвями вольта-конголезских языков, и предполагают, что это может говорить скорее о диверсификации диалектного континуума, чем о чётком разделении семей. Ранее с подобным предположением выступали Беннет (Bennet, 1983 цитируется в книге: Williamson and Blench 2000:17).
Система гласных вольта-конголезских языков остаётся предметом дебатов в сравнительной лингвистике. Касали (Casali, 1995) отстаивает гипотезу о том, что прото-вольта-конголезский язык первоначально имел систему из 9 или 10 гласных с гармонией гласных, однако этот набор уменьшился до 7 в современных вольта-конголезских языках. Система из 9-10 гласных всё ещё сохраняется в таких языках, как гана-тоголезские горные языки.